# San Pablo Anicano
San Pablo Anicano là một đô thị thuộc bang Puebla, México. Năm 2005, dân số của đô thị này là 3332 người.